# Pietracorbara
Pietracorbara (in corso A Petra Curbara) è un comune francese di 585 abitanti situato nel dipartimento dell'Alta Corsica nella regione della Corsica.
Pietracorbara è un comune francese sparso formato dai seguenti centri abitati: Marina di Pietracorbara, Presa, Vena, Capanajo, Ponticellu, Orneto, Oreta (sede comunale), Pino, Selmacce, Pietronacce, Cortina (distinta in Cortina Suprana e Cortina Suttana) e Lapedina.

## Società

### Evoluzione demografica
Abitanti censiti